# Conwentzia obscura
Conwentzia obscura är en insektsart som beskrevs av György Sziráki och Van Harten 2006. Conwentzia obscura ingår i släktet Conwentzia och familjen vaxsländor. Inga underarter finns listade i Catalogue of Life.